# Vienna (Louisiane)
Vienna est une ville de la paroisse de Lincoln, dans l'État de Louisiane, aux États-Unis,. En 2020, elle compte une population de 483 habitants.

## Démographie
Lors du recensement de 2010, la ville comptait une population de 386 habitants, tandis qu'en 2020, elle s'élève à 483 habitants.